# Первомайское муниципальное образование (Балашовский район)
Первомайское муниципальное образование — муниципальное образование со статусом сельского поселения в составе Балашовского района Саратовской области. Административный центр — посёлок Первомайский. На территории поселения находятся 4 населённых пункта — 2 посёлка, 1 село, 1 хутор .

## Население
| 2010  | 2011  | 2012  | 2013  | 2014  | 2015  | 2016  |
| ----- | ----- | ----- | ----- | ----- | ----- | ----- |
| 1572  | ↘1571 | ↘1529 | ↘1468 | ↗1472 | ↘1437 | ↘1413 |
| 2017  | 2018  | 2019  | 2020  | 2021  | 2025  |       |
| ↘1361 | ↘1325 | ↘1290 | ↘1246 | ↘1180 | ↘1134 |       |

## Населённые пункты
- посёлок Первомайский — административный центр;
- посёлок Ветельный;
- село Ивановка;
- хутор Григорьевский.

## Местное самоуправление
Главы поселения
- Нестеров Андрей Иванович